# Witamy w naszej dzielnicy
Witamy w naszej dzielnicy (oryg. The Safety of Objects) – film z 2001 roku w reżyserii Rose Troche na podstawie książki A. M. Homes.

## Obsada
- Glenn Close – Esther Gold
- Dermot Mulroney – Jim Train
- Jessica Campbell – Julie Gold
- Patricia Clarkson – Annette Jennings
- Joshua Jackson – Paul Gold
- Moira Kelly – Susan Train
- Robert Klein – Howard Gold
- Timothy Olyphant – Randy
- Mary Kay Place – Helen Christianson
- Kristen Stewart – Sam Jennings
- Charlotte Arnold – Sally Christianson